# 西蒙娜·波普
西蒙娜·波普（羅馬尼亞語：Simona Pop，1988年12月25日—），罗马尼亚女子击剑运动员。她曾代表罗马尼亚参加2016年夏季奥林匹克运动会击剑比赛，获得女子团体重剑金牌。